# Preacher (2.ª temporada)
A segunda temporada de Preacher foi anunciada pela AMC em 29 de junho de 2016. Sam Catlin continua como showrunner e produtor executivo da série. A segunda temporada estreou em 25 de junho de 2017 e ficou no ar até 11 de setembro do mesmo ano.
Após a pequena cidade de Annville explodir devido a um grande vazamento de metano na temporada anterior, Jesse, Tulip e Cassidy viajam pelas estradas atrás de Deus, pois eles descobriram que Ele sumiu do paraíso e anda pela Terra. Em seu encalço está o implacável Santo dos Assassinos contratado pelos anjos para destruir o Gênesis, e, em sua jornada, eles acabam em Nova Orleans. Mas o Santo não é o único oponente do trio, uma organização conhecida como O Graal acaba descobrindo sobre os poderes de Jesse e passar a observar seus passos.
A segunda temporada recebeu críticas geralmente positivas dos críticos. No Rotten Tomatoes, a temporada tem uma taxa de aprovação de 91%, com base em 24 avaliações, com uma classificação média de 7,67/10. O consenso crítico do site afirma: "A segunda temporada do Preacher se beneficia de uma narrativa mais focada, sem sacrificar sua diversão linda, violenta e insana." No Metacritic, a série novamente recebeu "críticas geralmente favoráveis" com uma pontuação de 76 de 100 para a segunda temporada, com base em 9 críticos.

## Elenco e personagens

### Principal
- Dominic Cooper como Jesse Custer
- Joseph Gilgun como Cassidy
- Ruth Negga como Tulip O'Hare
- Graham McTavish como O Santo dos Assassinos
- Ian Colletti como Eugene "Cara-de-Cu" Root
- Pip Torrens como Herr Starr
- Noah Taylor como Adolf Hitler
- Julie Ann Emery como Sarah Featherstone

### Recorrente
- Malcolm Barrett como F.J Hoover
- Ronald Guttman como Denis
- Justin Prentice como Tyler
- Amy Hill como Sra. Mannering
- Mark Harelik como Ele mesmo
- Tayson Ryder como Humperdoo
- W. Earl Brown como Xerife Hugo Root
- Gianna LePera como Tracy Loach
- Bonita Friedericy como Terri Loach
- Will Kindrachuk como Jovem Jesse
- Stella Allen como Alison
- Cristine McMurdo-Wallis como Gypsy
- Brandon Scot Adams como Mutton Chops
- Paul Ben-Victor como Viktor

## Produção
A emissora AMC confirmou a segunda temporada de Preacher em 29 de junho de 2016. As filmagens da temporada foram iniciadas em 23 de dezembro de 2016. Sam Catlin continua como showrunner e produtor executivo, e Pip Torrens foi escalado para interpretar Herr Starr. A atriz Julie Ann Emery, foi escalada para interpretar Sarah Featherstone.

## Episódios
| N.º na série | N.º na temp. | Título                                          | Dirigido por               | Escrito por                | Exibição original      | Audiência (milhões) |
| --- | ------------ | ----------------------------------------------- | -------------------------- | -------------------------- | ---------------------- | ------------------- |
| 11 | 1            | "On the Road" "(Na Estrada)" (BR)               | Seth Rogen & Evan Goldberg | Sam Catlin                 | 25 de junho de 2017    | 1.69                |
| Jesse, Tulip e Cassidy começam sua jornada em busca de Deus, que é rapidamente colocada de lado quando um carro da polícia os enquadra, onde eles desencadeiam uma perseguição envolvendo vários carros da polícia. Quando eles param devido a falta de gasolina, Jesse usa o Gênesis para obrigar os policiais a fazerem coisas vergonhosas, mas são brutalmente interrompidos pelo Santo dos Assassinos, que começa a massacrá-los. Conseguindo fugir por pouco, o trio segue para a casa de Mike, um sábio religioso que Jesse conheceu através de seu pai. Mike revela que uma gerente de um clube de striptease local disse ter supostamente visto Deus frequentar seu clube de striptease. Mais tarde, Mike se mata quando o Santo dos Assassinos chega logo após o trio ir embora, para evitar dizer onde Jesse está. No clube de striptease, depois de ser acidentalmente baleada por um segurança com quem Cassidy estava brigando, a gerente é forçada a dizer para Jesse e Tulip que Deus só foi ao local porque gostava de ouvir o jazz. Em um motel, naquela noite, Jesse vê o Santo dos Assassinos se aproximando pela estrada, e descobre que o Gênesis não funciona com ele. |              |                                                 |                            |                            |                        |                     |
| 12 | 2            | "Mumbai Sky Tower" "(Mumbai Sky Tower)" (BR)    | Seth Rogen & Evan Goldberg | Sam Catlin                 | 26 de junho de 2017    | 1.35                |
| Jesse, Cassidy e Tulip escapam por pouco do Santo dos Assassinos, descobrindo sobre o destino de Annville. Então, Cassidy se lembra que viu Fiore na televisão, que agora está trabalhando em um cassino e hotel local de estilo indiano. É revelado que, depois que voltou do inferno, Fiore tentou se matar após a perda de DeBlanc, mas, em vez disso, acabou ganhando um emprego como um homem que faz apresentações onde se mata e ressuscita. Ao ser questionado, Fiore revela para Jesse e Cassidy que o homem que está os perseguindo é o Santo dos Assassinos, e que os dois anjos o contrataram para matar Gênesis. Cassidy promete para Jesse que consegue "convencer" Fiore a cancelar seu acordo com o Santo dos Assassinos. Enquanto isso, no cassino, Tulip se depara com alguém de seu passado e o mata durante uma briga. No bar, Jesse chega à conclusão de que pode encontrar Deus em Nova Orleans. Deixando o hotel, Jesse diz para Fiore "encontrar a paz". Fiore diz para o Santo dos Assassinos que o acordo ainda está de pé e, então, pede para ele o matar, ao que ele atende. |              |                                                 |                            |                            |                        |                     |
| 13 | 3            | "Damsels" "(Donzelas)" (BR)                     | Michael Slovis             | Sara Goodman               | 3 de julho de 2017     | 1.11                |
| Chegando em Nova Orleans, o trio se separa em dois grupos. Jesse vai à vários bares da cidade e pergunta onde pode encontrar Deus, mas não consegue praticamente nenhuma resposta. Pouco depois, ele encontra uma cantora em um bar de jazz, que, mais tarde, é sequestrada por um grupo misterioso, mas é salva por Jesse. Ela revela que, há um tempo atrás, alguém disse para ela que Deus havia desaparecido, e que, depois, o homem apareceu morto. Mais tarde, é revelado que a mulher é um membro do grupo misterioso, e confirma a existência do Gênesis para seu chefe. Enquanto isso, Tulip e Cassidy vão para uma casa de Denis, um amigo de Cassidy. Tulip fica cada vez mais nervosa e se esconde de uma limusine preta que passa em volta do local. Ela diz para Cassidy que está se escondendo de um homem chamado Viktor, a quem ela traiu no passado. Com a esperança de acabar com o problema, Tulip se permite ser encontrada e capturada pelos homens de Viktor. Enquanto isso, no inferno, Eugene é obrigado a reviver a memória do dia em que se tornou o "Cara-de-Cu" repetidamente, onde a memória mostra que ele não teve culpa. Mais tarde, uma falha no inferno o retira da memória e mostra que ele está em um local parecido com uma prisão. Ele descobre que a porta de sua cela está destrancada e sai, encontrando-se em um longo corredor cheio de celas. Ao gritar por ajuda, Eugene fica chocado e aterrorizado ao ver Adolf Hitler sair da cela ao lado dele. |              |                                                 |                            |                            |                        |                     |
| 14 | 4            | "Viktor" "(Viktor)" (BR)                        | Michael Slovis             | Craig Rosenberg            | 10 de julho de 2017    | 1.19                |
| Ignorando que Tulip está em perigo, Jesse vai para a casa de Denis e conversa com Cassidy sobre sua busca por Deus. Cassidy vê um homem em um comercial de televisão, e o reconhece como o ator que fingiu ser Deus e conversou com a igreja de Jesse. Eles descobrem que o ator é Mark Harelik (interpretando uma versão fictícia de si mesmo); então, eles vão até seu gerente de talentos, que lhes entrega o vídeo de seu teste para o papel, dada pelas pessoas que contrataram Mark Harelik para interpretar o falso Deus. No vídeo, Harelik é executado para chegar ao Céu, e Jesse se pergunta por que Nova Orleans tem tantas coincidências em torno de sua busca por Deus. Cassidy revela para Jesse que Tulip foi até Viktor e pode estar em perigo. Tulip é recebida com uma recepção extremamente fria de todos na casa de Viktor, antes de Jesse chegar e encontrá-la. Depois de confrontar Viktor, Tulip revela para Jesse que Viktor é seu marido. Enquanto isso, no inferno, as celas continuam dando falhas e destrancando; durante a falta de funcionamento, Eugene faz amizade com Hitler e descobre que sua pior memória é em Munique, em 1918, quando conheceu o dono de uma galeria de arte. A chefe da ala de prisões conhece Eugene e lhe diz para agir como uma pessoa má, pois está no inferno, onde estarão o observando. Ao retornar, Hitler é espancado por um companheiro de prisão, Tyler, e outros detentos se juntam para espancá-lo; então, Eugene percebe uma câmera gravando e também começa a chutar Hitler. |              |                                                 |                            |                            |                        |                     |
| 15 | 5            | "Dallas" "(Dallas)" (BR)                        | Michael Morris             | Philip Buiser              | 17 de julho de 2017    | 1.27                |
| Em flashbacks, é mostrado o que aconteceu com Jesse e Tulip depois que Carlos os traiu e depois que Tulip perdeu seu bebê, ainda não nascido. Eles tentam levar uma vida normal com empregos que não envolvem crime, mas Tulip não consegue engravidar de novo. Depois de um tempo, Tulip, em segredo, começa a trabalhar novamente como criminosa por contrato. Quando Jesse descobre que ela voltou para o crime, também descobrindo que ela esteve tomando pílulas anticoncepcionais o tempo todo, ele decide voltar para a igreja de seu pai para virar um pastor, o que leva à separação do casal. Depois disso, Tulip conhece Viktor e se casa com ele por causa de seu dinheiro e de seu poder. No entanto, quando Dany liga para ela e diz que encontrou Carlos, ela abandona Viktor imediatamente. No presente, Jesse pensa em matar Viktor, enquanto Tulip leva sua enteada para a casa de Denis. No entanto, Cassidy consegue convencer Jesse a não matá-lo, pois Tulip nunca deixou de amá-lo. Então, Jesse obriga Viktor a assinar os papéis do divórcio. Durante a noite, o Santo dos Assassinos aparece na casa de Viktor à procura de Jesse e mata Viktor. Sua filha, assustada, que se escondeu em um armário, diz para o Santo dos Assassinos que sabe onde Jesse está. |              |                                                 |                            |                            |                        |                     |
| 16 | 6            | "Sokosha" "(Sokosha)" (BR)                      | David Evans                | Mary Laws                  | 24 de julho de 2017    | 1.19                |
| Um homem japonês extrai 15% de uma substância desconhecida de um homem afro-americano, que está desesperado, por 150 mil dólares e, depois, a vende por 2 milhões e 700 mil dólares para o marido de uma velha demente, que recupera suas funções cognitivas depois de tomar a substância em forma de comprimido. Quando o Santo dos Assassinos aparece no apartamento de Denis, ele mata seus vizinhos em busca de Jesse. Jesse encontra uma de suas balas e, junto com Tulip e Cassidy, consegue fugir. Em uma biblioteca, eles fazem uma pesquisa sobre seu perseguidor e descobrem que ele perdeu sua alma. Cassidy liga para Denis para avisá-lo, mas o Santo dos Assassinos já o capturou. Jesse confronta o Santo e faz um acordo com ele: ele lhe dará uma nova alma, para que possa entrar no Céu. Tulip, Cassidy e Denis, que é revelado ser filho de Cassidy, ficam para trás como reféns e serão mortos se Jesse não retornar dentro de uma hora. Procurando por uma alma em uma loja de vodu, é descoberto que a empresa japonesa lida com almas e assumiu o negócio. É revelado que Jesse vêm de uma família chamada L'Angelle, que, de alguma forma, era envolvida nesses assuntos. Jesse consegue entrar no carro-forte que a empresa de venda de almas usa, mas descobre que eles não têm uma alma que combina com o Santo dos Assassinos. No entanto, sua própria alma combina. Então, ele extrai 1% dela e a entrega ao Santo a tempo. Finalmente, ele consegue usar o Gênesis no Santo dos Assassinos. Mas, em vez de mandá-lo de volta para o inferno, que era seu plano inicial, ele desarma o Santo dos Assassinos, o tranca no carro-forte e o leva para um lugar chamado Angelville, onde o afunda em um pântano. Mais tarde, na casa de Denis, Jesse esconde as armas do Santo debaixo do chão do banheiro. |              |                                                 |                            |                            |                        |                     |
| 17 | 7            | "Pig" "(Porco)" (BR)                            | Wayne Yip                  | Olivia Dufault             | 31 de julho de 2017    | 1.25                |
| No Vietnã, Herr Starr investiga o caso de um porco flutuante, que gerou exposição na mídia, e soluciona o assunto matando implacavelmente todos os envolvidos. Em flashbacks, é mostrado como ele se juntou a uma organização poderosa chamada Cálice, que preserva a linhagem de Jesus Cristo para o apocalipse e luta incansavelmente em qualquer problema conflitante. Enquanto isso, em Nova Orleans, Jesse, Tulip e Cassidy participam de um jogo onde pessoas são baleadas usando um colete à prova de balas, e enganam os outros jogadores para roubar o dinheiro deles. Mais tarde, Denis diz para seu pai que está morrendo de insuficiência cardíaca congestiva e quer ser transformado em vampiro para sobreviver, mas Cassidy se recusa. Enquanto Tulip sofre por estar tendo pesadelos com o Santo dos Assassinos, Jesse pensa melhor no fato de ter sacrificado parte de sua alma por seus amigos e discute o assunto com um pastor de rua. Herr Starr recebe em seu celular a informação de que seu próximo alvo é Jesse. |              |                                                 |                            |                            |                        |                     |
| 18 | 8            | "Holes" "(Buracos)" (BR)                        | Maja Vrvilo                | Mark Stegemann             | 7 de agosto de 2017    | 1.15                |
| No inferno, a superintendente anuncia que o motivo do mal funcionamento é uma pessoa que não deveria estar lá e promete encontrar o culpado. Hitler suspeita que a pessoa é Eugene e o engana para ajudar outro prisioneiro. Por ter feito uma boa ação, Eugene é jogado no "Buraco", onde lhe é mostrado uma lembrança produzida de Tracy não se suicidando, mas lhe dizendo que se guardou para Deus, assim como beijando Jesse, de modo que, no final, Eugene ainda atire em sua própria boca com a arma. Quando volta e se junta aos outros, Hitler lhe oferece ajuda para fugir. Enquanto isso, em Nova Orleans, a saúde de Denis piora cada vez mais, e ele insiste que Cassidy lhe transforme em um vampiro. Jesse consegue uma análise da fita de teste: o número de série da arma no vídeo foi arquivado, e há o reflexo de uma cafeteira. Quando Tulip instala uma nova geladeira no apartamento, ela segue os buracos deixados pela bala do Santo dos Assassinos até os apartamentos ao lado, e encontra uma agente de Herr Starr, que está espionando Jesse. Em uma ligação de telefone, Cassidy pede um aconselho para alguém chamado Seamus sobre como lidar com Denis; então, Seamus diz para ele não fazer o que está pensando. |              |                                                 |                            |                            |                        |                     |
| 19 | 9            | "Puzzle Piece" "(A Peça do Quebra-Cabeça)" (BR) | Michael Dowse              | Craig Rosenberg            | 14 de agosto de 2017   | 0.99                |
| Os agentes de Herr Starr descobrem evidências do poder de Jesse. Desinteressado, Herr Starr ordena que seus agentes matem Jesse. Quando não conseguem matá-lo, Herr Starr é aconselhado a ativar "B.R.A.D." para matar Jesse. Enquanto B.R.A.D. é preparado, Herr Starr começa a se interessar por Jesse ao ler seu arquivo pela primeira vez. Cassidy e Denis criam um laço. B.R.A.D., revelado ser um explosivo, é ativado e está prestes a explodir o apartamento de Denis, mas Herr Starr manda desativá-lo, tendo encontrado algo de interesse no arquivo de Jesse. |              |                                                 |                            |                            |                        |                     |
| 20 | 10           | "Dirty Little Secret" "(Segredinho Sujo)" (BR)  | Steph Green                | Mary Laws                  | 21 de agosto de 2017   | 1.03                |
| Enquanto Lara Featherstone conquista a confiança de Tulip para trazer prejuízos, e Cassidy com seu filho, que parece não ter controle de seus desejos de vampiro, Jesse usa seus poderes em Herr Starr várias vezes para fazê-lo revelar a verdadeira natureza do Cálice. Ele descobre que foi o Cálice quem contratou e matou o impostor de Deus. No entanto, é revelado que nem a organização, nem os líderes religiosos cristãos sabem do paradeiro de Deus. Mais tarde, Jesse conhece o último descendente de Jesus Cristo, um retardado com endogamia chamado Humperdoo, que é claramente incapaz de cumprir o papel do novo Messias. Herr Starr sugere que Jesse use seus poderes para preencher a lacuna deixada pelo desaparecimento de Deus, mas Jesse se recusa, confiando em seus amigos. Enquanto isso, Tulip é manipulada e levada a encontrar as armas do Santo dos Assassinos, o que a faz querer confrontar Jesse em relação a isso. |              |                                                 |                            |                            |                        |                     |
| 21 | 11           | "Backdoors" "(Portas Traseiras)" (BR)           | Norberto Barba             | Sara Goodman               | 28 de agosto de 2017   | 0.90                |
| Em flashbacks, Jesse, ainda adolescente, é afundado por sua avó, L'Angelle, em um lago, trancado dentro de uma caixa para obrigá-lo a ir contra sua própria vontade. No presente, quando Jesse e Tulip tiram o carro-forte do pântano, o Santo dos Assassinos parece ter desaparecido, aumentando as tensões dentro do grupo. Herr Starr revela aos seus agentes seu plano para substituir o Messias retardado por Jesse. Jesse tem uma intuição de que o homem na roupa de cachorro, o qual conheceu rapidamente quando começou sua busca por Deus em Nova Orleans, podia ter sido o Todo-Poderoso apesar de tudo. No entanto, quando ele volta até este lugar, a pessoa não está mais lá. Tulip tenta fazer as armas do Santo derreterem, mas descobre que elas não podem ser destruídas; então, ela as manda para o Brasil por correio. Depois de reproduzir uma gravação das orações de Jesse para ele mesmo, incluindo a gravação em que ele implorou pela morte de seu pai, Herr Starr repete sua oferta em relação a Jesse assumir o cargo de Deus, o que Jesse recusa novamente. Como consequência, é revelado que o carro-forte foi trocado pelo Cálice e o Santo dos Assassinos é solto por um funcionário com a ordem de Starr. No inferno, depois de ter visto a pior lembrança de Hitler em seu último dia como uma boa pessoa, Eugene aceita sua ajuda para fugir e eles entram no "Buraco" para procurar uma saída juntos. |              |                                                 |                            |                            |                        |                     |
| 22 | 12           | "On Your Knees" "(De Joelhos)" (BR)             | Michael Slovis             | Sam Catlin & Rachel Wagner | 4 de setembro de 2017  | 1.10                |
| No "Buraco" no inferno, Hitler diz para Eugene que ele precisa provar que não pertence ao inferno para encontrar uma saída. Depois que Eugene defende seu pai, o Xerife Root, em um cenário do suicídio de Tracy, eles conseguem fugir através de um eixo. Em um flashback, é mostrado como o Cálice conseguiu a cooperação do Santo dos Assassinos ao libertá-lo de sua nova alma, restaurando assim seus poderes. Enquanto isso, Jesse declara que não quer mais pensar em Deus. Após ser solto, o Santo dos Assassinos ataca Jesse e seus amigos no apartamento de Denis, ferindo Tulip, Cassidy e Denis, mas é interrompido pela superintendente do inferno, que ameaça colocar sua família no inferno. Como resultado, ela o leva com ela, dizendo para Jesse que ele tem a sorte de ter Herr Starr ao seu lado. De volta ao inferno, o Santo exige um encontro com Satanás. A ambulância que Jesse usa para levar seus amigos para o hospital pertence ao Cálice e leva Tulip e Cassidy até Herr Starr, que revela seus planos em relação a Jesse para eles, também dizendo que Jesse não se importa de verdade com eles. Depois de ver uma notícia na televisão, na qual o Papa anuncia o desaparecimento de Deus e a vinda do Messias (Humperdoo), Jesse conclui que não tem outra opção além de assumir o cargo de Deus. Então, ele convoca Herr Starr, que se ajoelha diante dele. |              |                                                 |                            |                            |                        |                     |
| 23 | 13           | "The End of the Road" "(O Fim da Estrada)" (BR) | Wayne Yip                  | Sam Catlin                 | 11 de setembro de 2017 | 0.97                |
| Em um flashback, Jesse, ainda adolescente, rouba dinheiro de turistas em Angelville e é intimidado pelos homens que trabalham para sua avó. Quando ele mata uma galinha em um momento de raiva, ele pede para sua avó ressuscitar o animal. No entanto, ela diz que isso vem com um preço. No presente, Jesse realiza seu primeiro discurso gravado como o novo Messias na frente de uma aula escolar, quando alguns armênios armados atacam a sala e são derrotados em combate corpo-a-corpo por Jesse. Mais tarde, Herr Starr lhe diz que o ataque foi armado e que o vídeo está se tornando um viral. Em seguida, Jesse é convidado para aparecer no talk show de Jimmy Kimmel, mas Jesse afirma que isso não era o que ele esperava. No final, Herr Starr força a cooperação de Jesse, mostrando-lhe o frasco contendo o fragmento de sua alma. Cassidy percebe que Denis não consegue controlar seus desejos de vampiro e mata seu filho, expondo-o à luz solar. Depois que Tulip descobre que Sarah Featherstone estava espionando o grupo, ela é fatalmente baleada por ela. Quando o Gênesis não funciona para salvar Tulip, Jesse impede Cassidy de transformá-la em vampira, o que leva à sua morte. Jesse e Cassidy levam seu corpo para Angelville, onde a galinha que foi ressuscitada anos atrás ainda está viva. Quando Eugene e Hitler conseguem fugir do inferno, Hitler se afasta imediatamente. Em um quarto de motel com uma fantasia de Homem-Cachorro, Deus sai do banheiro. |              |                                                 |                            |                            |                        |                     |